# Léontine Cooper
Léontine Cooper, geborene Leontine Mary Jane Buisson, (* 22. April 1837 in Battersea, Großbritannien; † 12. März 1903 in Queensland) war eine Lehrerin, Sozialistin, Gewerkschafterin und Suffragette, die sich für Frauenrechte in Queensland, insbesondere für das Frauenwahlrecht in Australien einsetzte.

## Frühes Leben
Ihr Vater Jean François Buisson war ein Franzose. Dorothy, ihre Mutter, wurde in England geboren. Léontine war das älteste von elf Kindern dieser Ehe, die mit ihrer Familie in Battersea und später in Brighton lebten. Sie heiratete Edward Cooper am 31. Januar 1866 in Hamstead, einen Entdecker und Dichter. Die Ehe blieb kinderlos. Beide immigrierten 1871 nach Australien und sie arbeitete schon bald nach ihrer Ankunft in Queensland als Lehrerin. Ihre erste Anstellung führte sie an die Albany Creek School, später unterrichtete sie französische Sprache an der Brisbane Girls Grammar School.

## Politisches Wirken
Léontine Cooper war eine Sozialistin, glaubte an die Notwendigkeit einer autonomen Frauengruppe, die nicht Teil einer Partei war und engagierte sich u. a. auch gegen Blackbirding. Sie wurde das erste weibliche Mitglied in einer Royal Commission und untersuchte die Arbeitsbedingungen von Frauen in Fabriken, Werkstätten und Handelsgeschäften. Sie setzte sich für eine bessere Ausbildung von Frauen ein und bildete den Pioneer Club for women.
Léontine Cooper war auch Autorin, die Kurzgeschichten in der Zeitschrift The Boomerang schrieb. Ihre Interessen als Lehrerin verband sie mit ihrer Autorentätigkeit in der Mitte der 1890er Jahre, als sie die einzige Frauenzeitschrift in Queensland, den Star, herausgab. Sie schrieb ferner einen wissenschaftlichen Artikel über Émile Zola und veröffentlichte zu verschiedenen Anlässen Kommentare zu Tagesereignissen.
Sie war zuerst in der Woman’s Equal Franchise Association (WEFA) von Emma Miller, die sich für die Gleichberechtigung der Frauen mit dem Slogan „one woman, one vote“ (deutsch: „eine Frau, eine Stimme“) einsetzte. Frauen waren nach dem Federal Electoral Act vom 9. April 1902 vor dem Gesetz gleichberechtigt und konnten erstmals in Australien anlässlich der ersten Nationalwahl Australiens im Jahr 1903 wählen. Von der WEFA spalteten sich in die konservative Woman’s Christian Temperance Union und die Queensland Woman’s Suffrage League ab, die von Léontine Cooper geführt wurde, da sich – ihrer Meinung nach die WEFA – zu sehr an den Vorstellungen der australischen Arbeiterbewegung orientierte.